# Hauts-Plateaux (Cameroun)
Pour les articles homonymes, voir Hauts-Plateaux.
Les Hauts-Plateaux est un département du Cameroun situé dans la région de l'Ouest. Son chef-lieu est Baham.

## Histoire
Le département des Hauts-Plateaux est créé en octobre 1992, par démembrement du département de la Mifi. Le nouveau département compte alors trois arrondissements : Baham, Bamendjou, Bangou et un district: Batie, il a pour chef-lieu Baham.

## Arrondissements
Le département compte 4 arrondissements :
- Baham
- Bamendjou
- Bangou
- Batié
- Bangam
- Badenkop

## Communes
Le département est découpé en 4 communes, :
| COG    | Arrondissement | Chef-lieu | Superficie (km²) | Population (2005) |
| ------ | -------------- | --------- | ---------------- | ----------------- |
| OU0801 | Baham          | Baham     | 76,03            | 19 680            |
| OU0802 | Bamendjou      | Bamendjou | 129,5            | 34 269            |
| OU0803 | Bangou         | Bangou    | 155,8            | 15 787            |
| OU0804 | Batié          | Batié     | 72,33            | 10 942            |

## Chefferies traditionnelles
Le département des Hauts-Plateaux compte 111 chefferies de 3e degré, 9 chefferies traditionnelles de 2e degré et aucune chefferie de premier degré reconnues par le ministère de l'administration du territoire et de la décentralisation :
- Groupement Baham
- Groupement Bangou
- Groupement Bandenkop
- Groupement Bapa
- Groupement Bamendjou
- Groupement Bameka
- Groupement Bahouan
- Groupement Bangam
- Groupement Batié

- Groupement Baloumgou

## Particularités
Ce département est réputé pour la qualité de son artisanat traditionnel (travail du bambou, objets d'art perlés) comme dans la Chefferie Bangou ou bien le long de l’axe Baham-Batié